# Bader bin Sa'ud bin Mohammed Al Sa'ud
Bader bin Saʿūd bin Mohammed Āl Saʿūd (in arabo بدر بن سعود بن محمد آل سعود‎?; Riad, 27 novembre 1969) è un principe, poliziotto e giornalista saudita, membro di un ramo cadetto della famiglia reale Āl Saʿūd. È editorialista dell'inserto settimanale del quotidiano saudita Okaz e colonnello paracadutista alle dipendenze Forze speciali di Hajj e Umrah del Ministero dell'interno. In precedenza è stato presidente del Club degli studenti sauditi nel Regno Unito e in Irlanda.

## Biografia
Il principe Bader è nato a Riad il 27 novembre 1969 ed è figlio del principe Sa'ud bin Mohammed Al Sa'ud e della principessa Alanoud bint Abd Allah bin Abd al-Muhsin Alfirm. Due dei suoi fratelli, Sa'd e Abd al-Aziz, sono noti poeti.
Dal 1989 al 1992 ha studiato per conseguire la laurea in scienze della sicurezza presso il Collegio della sicurezza "Re Fahd". Dal 1994 al 1995 ha studiato per ottenere il diploma di specializzazione in scienze di polizia presso l'Università per le scienze della sicurezza Naif Arab. Tra il 2003 e il 2004 ha frequentato il corso di master in giornalismo internazionale presso l'Università di Westminster a Londra. Dal 2008 al 2014 ha studiato per il dottorato di ricerca in media e comunicazione all'Università di Londra. Dal 2014 è dottorando in scienze dell'informazione presso la Facoltà di lettere e filosofia presso l'Università Re Abd al-Aziz.
Dopo la prima laurea ha lavorato come ufficiale investigativo nella polizia della provincia di Riyad nella stazione di Alolaya. In seguito è stato trasferito all'Intelligence come ufficiale per le operazioni speciali. Qualche anno dopo è diventato detective nella polizia della provincia della Mecca in servizio nella stazione di Alsalamah. In seguito è stato promosso a direttore della Divisione di sensibilizzazione delle relazioni e consigliere del dipartimento della polizia della provincia della Mecca. In seguito è diventato direttore delle relazioni pubbliche e del reparto media della polizia della stessa provincia. Poi è entrato nelle Forze speciali di sicurezza della Grande Moschea come direttore assegnato della sezione di pattuglia interna, direttore assegnato alla pattuglia del cantiere, direttore assegnato alla divisione di pattuglia e attualmente come colonnello paracadutista alle dipendenze Forze speciali di Hajj e Umrah del Ministero dell'interno. Ha anche tenuto corsi di formazione in materia di intelligence, anti-terrorismo, paracadutismo, tiro di precisione, combattimento ed esplosivi.
È un noto giornalista e dal 2006 al 2015 è editorialista dell'inserto settimanale del quotidiano saudita Okaz.

## Vita personale
Il principe è sposato con Budour bint Abd Alnasser bin Mansour Alsihli e ha sei figli, cinque maschi e due femmine.